# Aleida March
Aleida March Torres coniugata Guevara (Manicaragua, 19 ottobre 1936) è una rivoluzionaria e politica cubana.

## Biografia

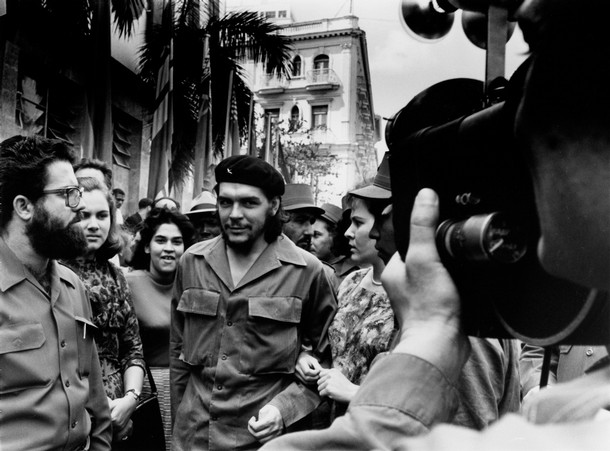
Aleida March accompagna Che Guevara per le vie dell'Avana, in una foto scattata da Alberto Korda.

Da giovane ha studiato pediatria all'Università di Santa Clara. Ha cominciato a interessarsi alla politica quando Fidel Castro divenne famoso per l'assalto alla caserma Moncada. Dopo lo sbarco del Granma del 1956, partecipò ad alcuni scioperi e azioni di boicottaggio tanto che fu bollata come «sovversiva» dalla polizia del dittatore Fulgencio Batista; intorno alla metà del 1958, Aleida ebbe modo di conoscere sulla Sierra dell'Escambray il comandante Ernesto Che Guevara. Una volta a Santa Clara, luogo natio dell'allora giovane rivoluzionaria, divenne la vera e propria guida del Che all'interno della città, a lui pressoché sconosciuta: la costante vicinanza fra i due diede vita ad un rapporto sempre più intimo.
In seguito alla vittoria della Rivoluzione, il Che e Aleida March dapprima convissero come veri e propri fidanzati, poi, una volta che il Che ottenne il divorzio da Hilda Gadea nel gennaio del 1959, poterono sposarsi il 2 giugno 1959, a L'Avana. La coppia ha avuto quattro bambini: Aleida, Camilo, Celia ed Ernesto. Attualmente presidente del centro di studio "Che Guevara", il 2 dicembre 2023, presso il centro culturale Fidel Castro Ruz de L'Avana, ha partecipato alla commemorazione dell'amico e rivoluzionario Gino Donè Paro, marito di Norma Turino Guerra, sua amica d'infanzia.